# 今夜は見せまっせ
『今夜は見せまっせ』（こんやはみせまっせ）は、かつてNHK総合テレビジョンで毎月1回放送された公開バラエティ番組である。

## 概要
NHK大阪放送局制作。NHK大阪ホールからの公開放送で、桂三枝（現・6代目桂文枝）がパーソナリティーを務めた。
この番組の形態としては2002年から2004年まで毎年元日に放送された新春特別番組『初笑い!浪花夢一座』の体裁を踏襲した形で、2002年度に毎月1回『金曜オンステージ』の枠内での放送としてスタートした。同枠で放送されていた東京局制作の『ふたりのビッグショー』『いっきにパラダイス』が発展的解消し、2003年度に『金曜ショータイム』となったことから、タイトルクレジットに枠名を入れず形式上は別枠（独立）扱いとなった。2004年度にこの枠が『素敵にショータイム』に移動したのに伴い、この番組も時間枠を移動した。
当番組の内容は関西に縁のある歌手や芸能人ゲストを交えてトークや歌、コントなどを展開する番組だった。
なお2005年3月26日放送分が最終回。2005年度からはこの番組の流れを汲んだ新番組『三枝とナニワ三姉妹!』が『土曜特集』で不定期放送された。

## 出演
- 桂三枝（現・6代目桂文枝）
- 三倉茉奈・佳奈
- 浅野ゆう子（2002年度のみ）
- 相田翔子（2003年度 - 最後まで）
- 宮本隆治（当時NHKアナウンサー）

## 放送時間
- 2002年度
総合テレビ　月1回金曜 20:00-20:45（『金曜オンステージ』枠内）
- 2003年度
総合テレビ　月第4金曜 20:00-20:45（『金曜ショータイム』枠の独立番組）

※2003年度までは北海道地方では「北海道スペシャル」を放送していた関係で土曜か日曜の午後に時差放送されていた。
- 2004年度
総合テレビ　月第4土曜 22:20-23:00（『素敵にショータイム』枠の独立番組）